# Даніель ван Кам
Даніель ван Кам (нід. Daniël van Kaam, нар. 23 червня 2000, Аппінгедам, Нідерланди) — нідерландський футболіст, півзахисник клубу «Камбюр».

## Ігрова кар'єра

### Клубна
З 2012 року Даніель ван Кам займався футболом в академії клубу «Гронінген». У червні 2017 року футболіст підписав з клубом перший професійний контракт. У жовтні 2018 року у матчі проти «АДО Ден Гаг» ван Каам дебютував на професійному рівні.
Відігравши за «Гронінген» чотири сезони, влітку 2022 року ван Каам підписав трирічний контракт з клубом «Камбюр».

### Збірна
З 2021 року Даніель ван Кам є гравцем молодіжної збірної Нідерландів.

## Особисте життя
Мама Даніеля бразилійка за походженням. Молодший брат Даніеля Йоель ван Каам також професійний футболіст - захисник «Гронінгена».